# Сиротинский, Евгений Владимирович
Евгений Владимирович Сиротинский (1 августа 1919, Смоленск — 14 сентября 2011) — советский гребец и тренер по академической гребле. Заслуженный мастер спорта СССР (1951), Заслуженный тренер СССР (1972).

## Биография
Участвовал в Великой Отечественной войне.
Занимался академической греблей в спортивном обществе «Крылья Советов». Тренировался под руководством Александра Шведова.
Чемпион Европы 1954 года в классе четвёрок с рулевыми, многократный чемпион СССР (1945, 1953, 1954, 1955 — четвёрка с рулевым; 1950 — четвёрка без рулевого; 1945, 1946, 1947, 1949 — восьмёрка), двукратный победитель Хенлейской регаты в классе четвёрок без рулевого (1954, 1955).
В 1956 году завершил спортивную карьеру и начал тренировать в гребном клубе «Спартак». В дальнейшем работал тренером в «Крыльях Советов», «Труде» и в ШВСМ (Химки).
В 1963 году окончил ГЦОЛИФК. С 1972 по 1980 год был старшим тренером мужской группы парного весла сборной команды СССР. Тренировал сборную СССР на Олимпийских играх 1972 и 1976.
На тренерской работе подготовил 86 мастеров спорта и мастеров спорта международного класса, 14 заслуженных мастеров спорта. Среди его учеников олимпийский чемпион Юрий Малышев и призёр Олимпийских игр Юрий Якимов.
Умер 14 сентября 2011 года на 93-м году жизни. Похоронен на Химкинском кладбище.